# Unter-Gerbacherhof
Unter-Gerbacherhof ist ein Weiler, der zur im rheinland-pfälzischen Donnersbergkreis gelegenen Ortsgemeinde Ruppertsecken gehört.

## Lage
Unter-Gerbacherhof liegt unterhalb des Ober-Gerbacherhofes. Er befindet sich ungefähr 2,5 Kilometer östlich der Ortsgemeinde Ruppertsecken.

## Geschichte
Der Unter-Gerbacherhof wird erstmals 1756 unter dem Namen Eulenhof erwähnt; der Ursprung dieses Namens ist unbekannt. 1837 verlor die Siedlung diesen Namen, seitdem heißt sie Unter-Gerbacherhof.

## Infrastruktur
Der Unter-Gerbacherhof ist über die Kreisstraße 35 mit dem Straßennetz verbunden.